# Marcelline Basigayabo
 (avril 2023).
Marcelline Basigayabo est une femme politique rwandaise, qui est membre de la Chambre des députés au Parlement du Rwanda entre 2018 et 2023.